# Terellia tussilaginis
Terellia tussilaginis
 es una especie de insecto del género Terellia de la familia Tephritidae del orden Diptera. 
Fabricius la describió científicamente por primera vez en el año 1775.